# Turistická značená trasa 6001
Turistická značená trasa 6001 je žlutě vyznačená 5,5 kilometru dlouhá pěší trasa Klubu českých turistů vedená od železniční zastávky v Klánovicích do Jiren.

## Popis trasy
Ze severního nástupiště nádraží vychází trasa směrem na východ podél železniční trati 011. Na rozcestí se vydá šikmo lesem na severovýchod, přejde zpevněnou cestu, kde se potká s cyklotrasou, a společně vedou nezpevněnou lesní cestou na rozcestí Cyrilov. Odtud pokračuje trasa dál severovýchodně mezi domky, kde se stočí na sever a pokračuje do Jiren. Na hrázi rybníka projde kolem stromořadí lip malolistých a hlavní silnice pak dovede cestu k obecnímu úřadu, kde končí.
| Km  | Místo                   | Navazující a křižující trasy | Nadm. výška |
| --- | ----------------------- | ---------------------------- | ----------- |
| 0   | Nádraží Klánovice-jih   | 0008, 0010, 1003, 3117, 9085 | 254 m       |
| 0   | Nádraží Klánovice-sever | 0008, 1003, 9085             | 254 m       |
| 0,5 | Zálesí                  | 0008, 9085                   | 256 m       |
| 3   | Cyrilov (rozc.)         | 3117, 9085                   |             |
| 5,5 | Jirny (bus)             |                              |             |

## Zajímavá místa
- Cyrilov - přírodní rezervace
- Stromořadí lip malolistých - památné stromy
- Jírovec maďal - památný strom

## Veřejná doprava
Cesta začíná u železniční zastávky Praha-Klánovice, kde je i zastávka MHD Nádraží Klánovice. Končí u zastávky autobusů Jirny.